# Max Auzinger
Max Georg Auzinger (* 26. Juli 1839 in München; † 14. Mai 1928 in Berlin-Lichterfelde) war ein deutscher Theater- und Stummfilmschauspieler sowie Zauberkünstler. Auzinger besaß zeit seines Lebens mehrere Künstlernamen. So nannte er sich auch Maxistan A. Uzinger, Ben Ali Bey und Weinstein.

## Leben
Auzinger ist ein Sohn des Militärmusikers Anton Auzinger und dessen Ehefrau Emma Wagner; sein Bruder war der Schauspieler Peter Auzinger. Max Auzinger arbeitete zunächst als Teppichfabrikant in Krefeld und Augsburg. Danach wechselte er den Beruf und wandte sich dem Theater zu.
Im Jahre 1882 war Auzinger Regisseur des Stücks Donadier Morley am Berliner Nationaltheater. Bei den Proben zu diesem Theaterstück fiel ihm rein zufällig der Effekt des Schwarzen Theaters auf. Ein Schauspieler, der als Mohr geschminkt war, bewegte sich dabei vor einem schwarzen Hintergrund. Bis auf die Zähne und das Weiße der Augen war der Schauspieler allerdings nicht zu erkennen.
Erst nachdem Auzinger einige Jahre später in berufliche Schwierigkeiten gekommen war, wandte er sich dem Schwarzen Theater hauptberuflich zu und entwickelte eigene artistische Darbietungen. Am 28. Juni 1885 trat Max Auzinger schließlich unter dem Namen Ben Ali Bey zum ersten Mal mit eigenem Programm auf und bereiste fortan viele Bühne im In- und Ausland.
Auzinger stand bis zu seinem 75. Lebensjahr auf der Bühne. Dabei assistierte ihm über viele Jahre seine Tochter Leopoldine (1873–1949; Künstlername Sulamith) aus seiner Ehe mit Anna Maria Paulus.

## Rezeption
Für den Zauberhistoriker Ottokar Fischer zählte er zu den drei größten zeitgenössischen Zauberern.

„Wer seine Vorstellungen nicht gesehen hat, kann sich von deren Wirkungen keinen rechten Begriff machen.“

## Filmografie
- 1913: Menschen und Masken
- 1918: Die Stunde der Vergeltung
- 1918: Alraune, die Henkerstochter, genannt die rote Hanne
- 1920: Der Tod versöhnt
- 1924: Michael